# デンソーフープギャング
デンソーフープギャング（DENSO Hoop Gang）は、かつてバスケットボール日本リーグに参加していた男子社会人バスケットボールチームである。本拠地は愛知県安城市。運営企業はデンソー。

## 歴史
1967年に日本電装男子バスケットボール部として創部。
1992年の全日本実業団で優勝し日本リーグ2部昇格。愛称を「ホワイトウルブス」とする。
1998年、1部昇格。これに合わせてチーム名を「フープギャング」に変更。
2001年、「選手の高齢化」を理由に休部。

## 過去の成績

### 旧JBL
| 年度 | リーグ     | ディビジョン | 回 | レギュラーシーズン | レギュラーシーズン | レギュラーシーズン | セミファイナル | セミファイナル | ファイナル | ファイナル | 最終結果 |
| 年度 | リーグ     | ディビジョン | 回 | 勝                 | 敗                 | 順位               | 勝             | 敗             | 勝         | 敗         | 最終結果 |
| ---- | ---------- | ------------ | -- | ------------------ | ------------------ | ------------------ | -------------- | -------------- | ---------- | ---------- | -------- |
| 1992 | 日本リーグ | 2部          | 26 | 6                  | 9                  | 位                 |                |                |            |            | 4位      |
| 1993 | 日本リーグ | 2部          | 27 | 1                  | 14                 | 位                 |                |                |            |            | 6位      |
| 1994 | 日本リーグ | 2部          | 28 | 8                  | 7                  | 位                 |                |                |            |            | 4位      |
| 1995 | 日本リーグ | 2部          | 29 | 8                  | 7                  | 位                 |                |                |            |            | 5位      |
| 1996 | 日本リーグ | 2部          | 30 | 3                  | 12                 | 位                 |                |                |            |            | 6位      |
| 1997 | 日本リーグ | 2部          | 31 | 9                  | 6                  | 位                 |                |                |            |            | 準優勝   |
| 1998 | 日本リーグ | 1部          | 32 | 2                  | 14                 | C6位               |                |                |            |            | 12位     |
| 1999 | 日本リーグ | 1部          | 33 | 2                  | 14                 | C6位               |                |                |            |            | 12位     |
| 2000 | 日本リーグ | NL           | 34 | 10                 | 4                  | 3位                | 0              | 1              | ---        | ---        | 3位      |

※日本リーグ1部の第32回（1998年）、第33回（1999年）はC（クーガー）、T（タイガー）のディビジョン制を導入。

※日本リーグ1部の第34回（2000年）のディビジョンはNL（日本リーグ）として実施。

## 主な歴代所属選手
- 青木幹典
- 阿部理
- 節政博昭
- 喜多誠
- レジー・ハンソン
- ニック・デービス
- 水谷日彦
- 竹井誠二
- 斉藤功
- 新出浩司
- 河方秀弘
- 山本修司
- 古川公一
- 浜崎匡雄
- 高橋渉
- 鈴木健夫
- 佐々木健吾
- 斎藤義明
- 福井竜治
- 橋口一夫
- ダニエル・ワッツ
- 土肥浩司
- 近野修
- ロニー・イーフォード